# Гражданская платформа (Польша)
«Гражда́нская платфо́рма Республики Польша» (пол. Platforma Obywatelska Rzeczypospolitej Polskiej) — польская праволиберальная политическая партия, основана 19 января 2001 года Анджеем Олеховским, Мацеем Плажиньским и Дональдом Туском (Олеховский и Плажиньский впоследствии вышли из партии).

## Основные требования партии
- Недифференцированный подоходный налог (15 % для частных лиц).
- Реформа системы образования с предоставлением равных прав частным и государственным вузам.
- Увеличение расходов на местном уровне, снижение расходов на уровне центральной власти.
- Приватизация и демонополизация.
- Прямые выборы мэров и губернаторов.
- Мажоритарные парламентские выборы.
- Реформа трудового законодательства.
- Сокращение привилегий профсоюзов.
- Преподавание экономики во всех средних школах.
- Предоставление Национальному банку Польши полного контроля за денежной политикой.
- Разрешение частной собственности на землю.
- Сокращение мест в Сейме (парламенте).

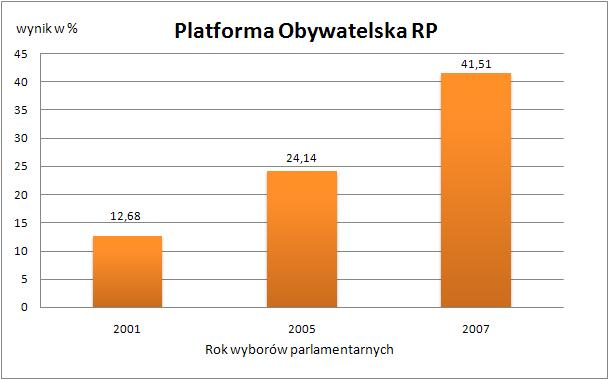
Результаты партии на выборах в 2001, 2005 и 2007 годах

## Выборы 2005 года
На парламентских выборах 25 сентября 2005 партия «Гражданская платформа» получила 24,11 % голосов (второе место после партии «Право и справедливость»). Затем её лидер Дональд Туск в том же году потерпел поражение на выборах президента Польши от Леха Качиньского.

## Выборы 2007 года

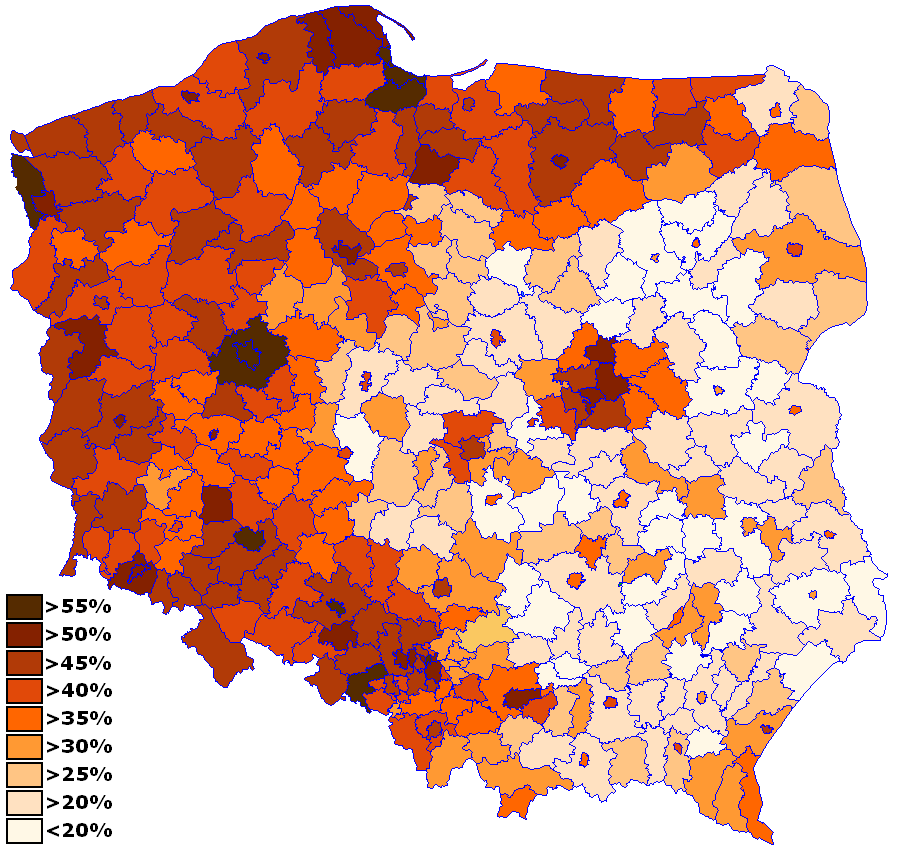
Электоральная поддержка на выборах 2007 года по регионам

ГП одержала убедительную победу на внеочередных парламентских выборах 22 октября 2007 г., получив 41,5 % голосов, что позволило ей занять 209 мест из 460 в нижней палате польского парламента и 60 из 100 в верхней. В результате брат-близнец президента Качиньского, лидер «Права и справедливости» Ярослав Качиньский подал в отставку, и Дональд Туск стал премьер-министром. В правящую коалицию вошла также Польская крестьянская партия.

## Президентские выборы 2010 года
27 марта 2010 года ГП провела праймериз (предварительные выборы) по определению кандидата от партии для участия в президентских выборах 2010 года. Победу одержал Маршал Сейма Бронислав Коморовский, получив 68,5 % голосов. За его соперника, министра иностранных дел Радослава Сикорского, было отдано 31,5 %. Всего в праймериз участвовало 47 % членов партии из почти 45 000.

## Выборы 2011 года

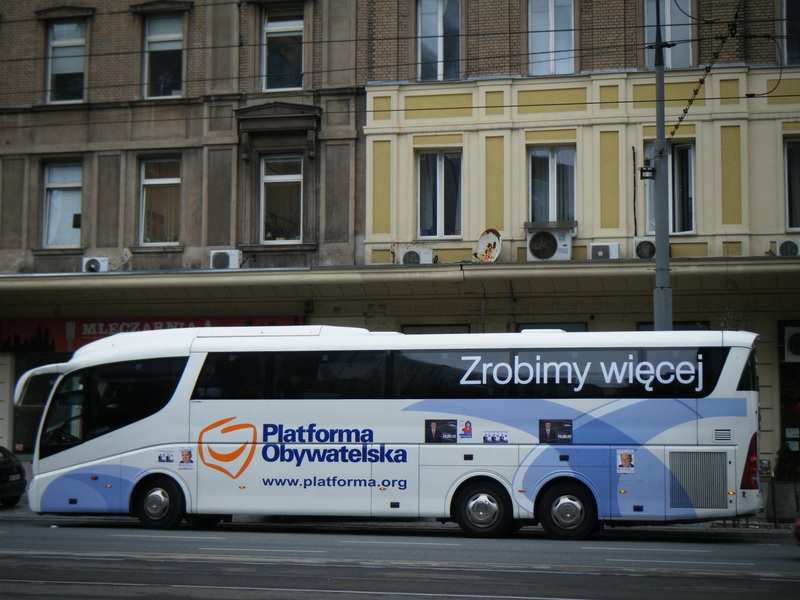
Автобус в Варшаве во время избирательной кампании 2011 года

«Гражданская платформа» заняла первое место с 39,19 % голосов избирателей (207 мест) в Сейме и 63 местами из 100 в Сенате. Максимальное число голосов на выборах в Сейм партия получила в родном для её лидера Д. Туска Поморском воеводстве (51,4 % против 25,2 % у ПиС).

## В оппозиции (2015-2023)
На парламентских выборах 2015 года партия «Право и справедливость» получила абсолютное большинство (235 мест), Гражданская платформа, получившая второе место перешла в оппозицию.
26 января 2016 года новым председателем партии выбран Гжегож Схетына. 
17 января 2016 года из членов партии сформирован «теневой кабинет» из 49 членов. Главой кабинета стал Схетына, а его заместителями Эва Копач и Томаш Семоняк.

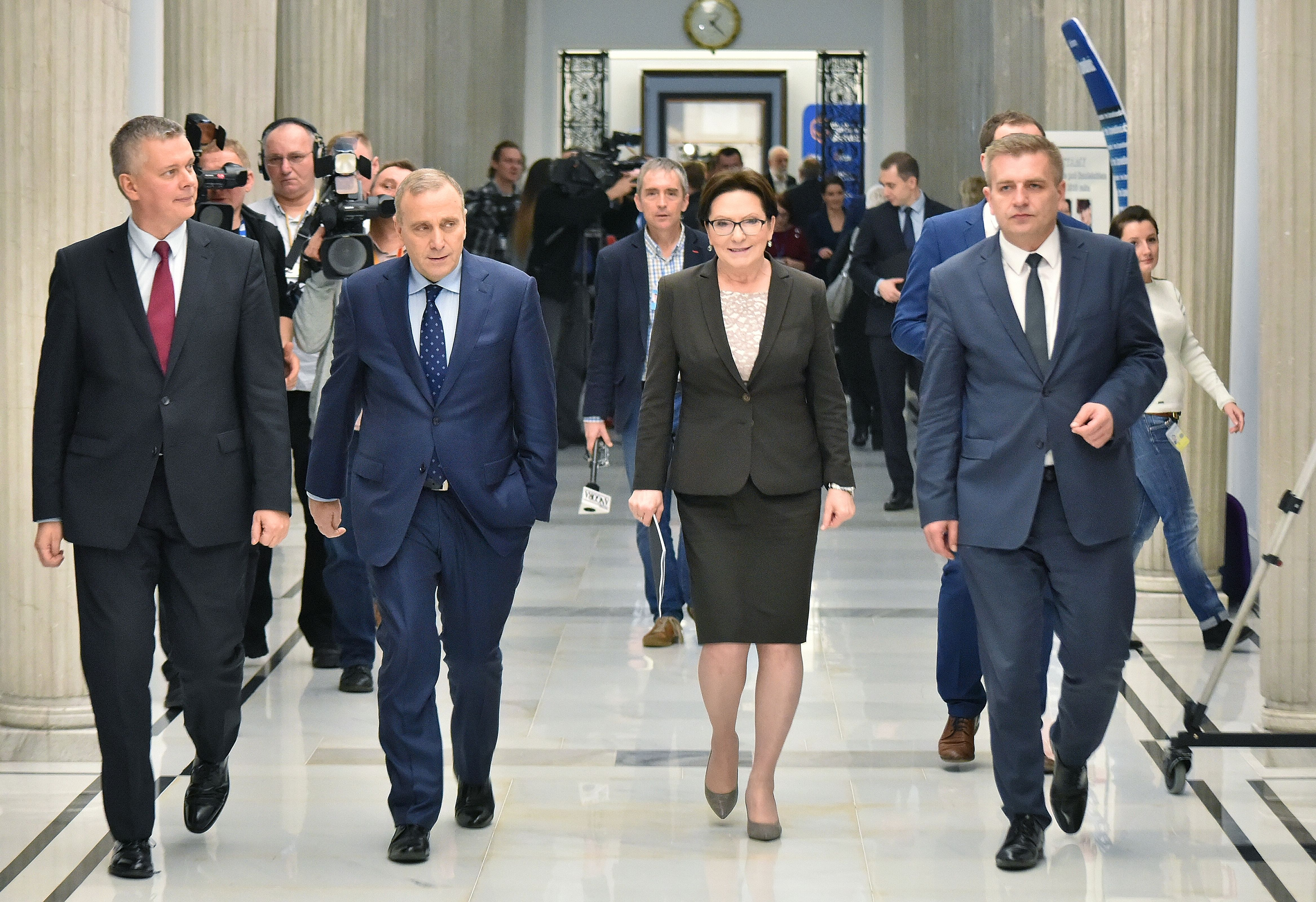
Лидеры Гражданской платформы в Сейме. Слева направо: Томаш Семоняк, Гжегож Схетына, Эва Копач и Бартош Арлукович; 2016 год

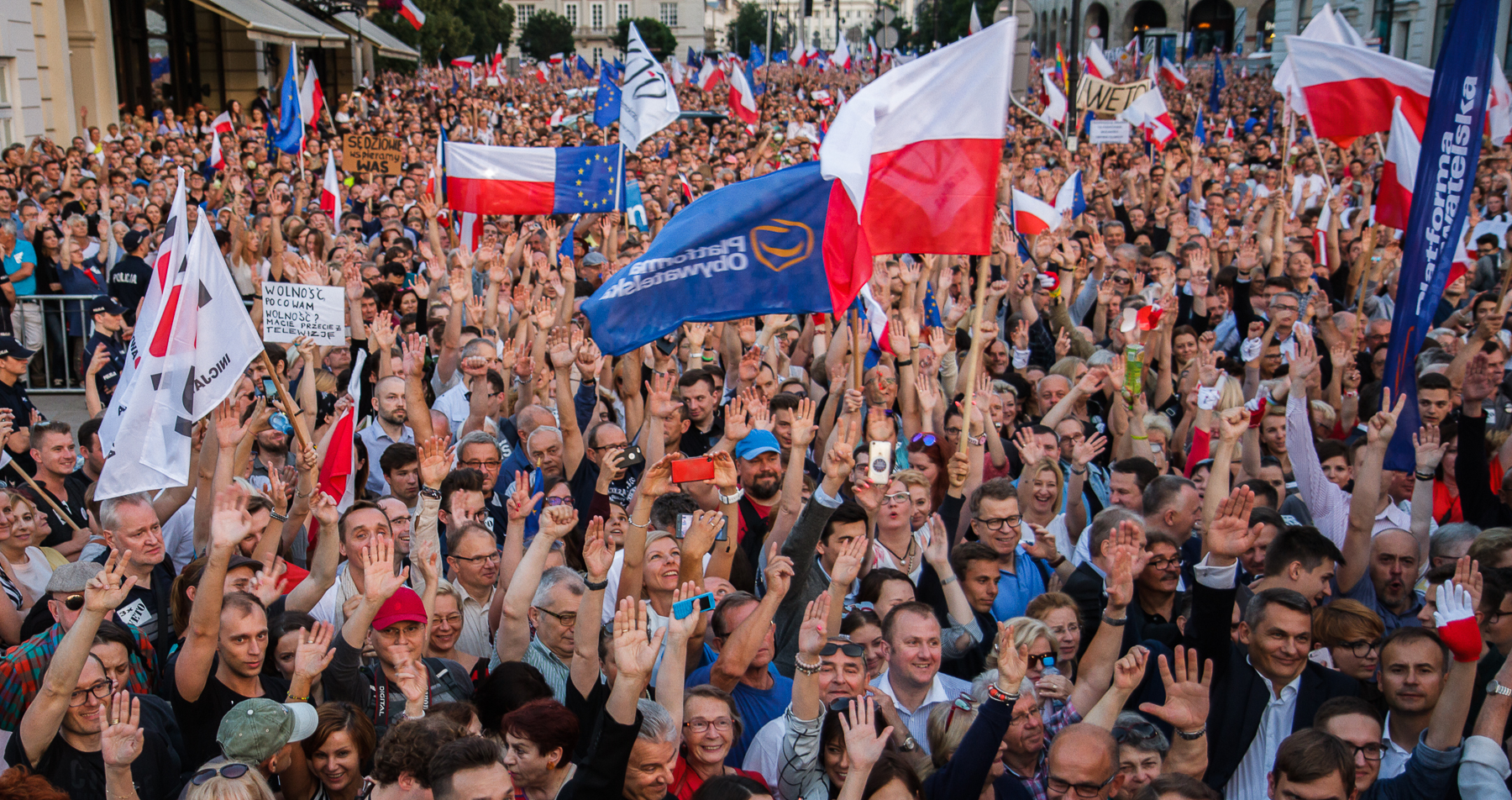
Члены Гражданской платформы на протесте против судебной реформы, 2017 год

7 марта 2018 года в результате союза с партией «Современная» была создана «Гражданская коалиция» для участия в местных выборах 2018 года. К коалиции вскоре присоединились движение «Польская инициатива» и Партия зелёных. На выборах коалиция заняла 2-е место, получив 194 места в воеводских сеймиках (члены Гражданской платформы получили 150 из них), 127 кандидатов от Коалиции стали главами городов. Член Гражданской платформы Рафал Тшасковский избран Президентом Варшавы.
1 февраля 2019 «Гражданская платформа» стала инициатором создания «Европейской коалиции» в связи со скорыми выборами в Европейский парламент. Кроме Гражданской коалиции в неё вошли Союз демократических левых сил, Польская народная партия и несколько других партий. Коалиция заняла второе место с результатом в 38,47%, получив 22 мандата, 14 из которых получили члены Гражданской платформы.

### 2019 — 2023
На парламентских выборах в ноябре 2019 года Гражданская коалиция заняла второе место, получив 134 места, при этом «Право и справедливость» сохранило абсолютное большинство. В Сенате Гражданская коалиция заняла 43 места, член Гражданской платформы Станислав Гавловский избрался как независимый кандидат. Благодаря голосам сенаторов из Польской коалиции и «Левых» член Платформы Томаш Гродзкий выбран Маршалом Сената.
20 ноября 2019 почётный председатель партии Дональд Туск выбран президентом Европейской народной партии.
На партийном съезде 14 декабря 2019 года кандидатом Платформы на будущих президентских выборах члены партии поддержали кандидатуру Малгожаты Кидава-Блоньской, получивший 345 голосов. Её оппонент Яцек Яськовяк (Президент Познани) получил 125 голосов.
25 января 2020 года прошли выборы председателя Гражданской платформы, победителем на которых стал Борис Будка.
Весной 2020 года рейтинг Малгожаты Кидава-Блоньской опустился до рекордно низкого уровня, в связи с чем она призвала к бойкоту голосования 10 мая. Из-за пандемии COVID-19 президентские выборы были перенесены на конец июня. 15 мая Кидава-БлоньскАя сняла свою кандидатуру, а Гражданская платформа выдвинула кандидатом в президенты Рафала Тшасковского. В первом туре он получил 30,46% и вышел во второй тур с действующим президентом Анджеем Дудой. Во втором туре Тшасковский получил 48,97% и тем самым проиграл выборы.
3 июля 2021 года председателем Гражданской платформы был выбран Дональд Туск.

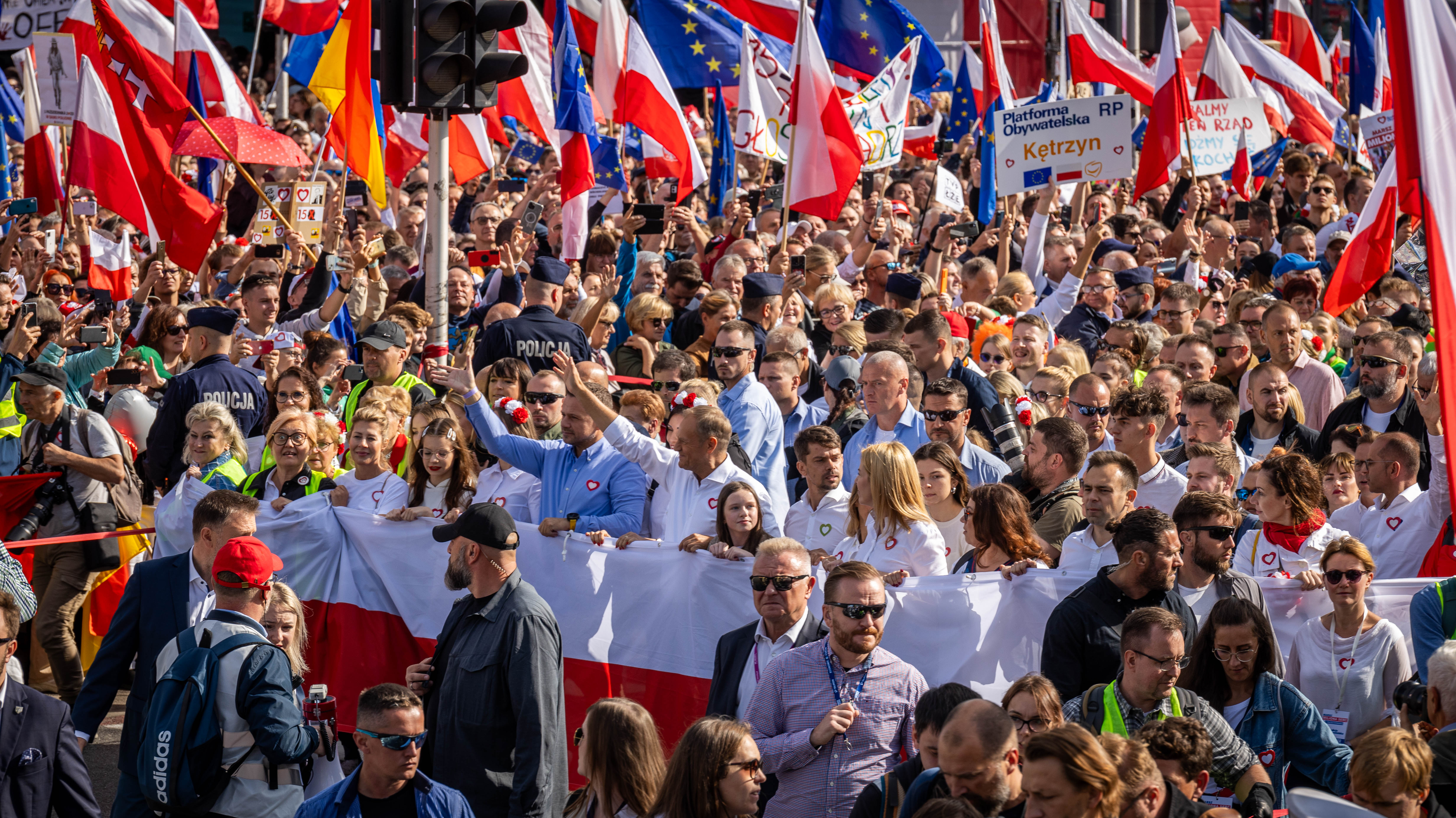
Члены партии на «Марше миллиона сердец» 1 октября 2023 года. В центре Рафал Тшасковский, Дональд Туск и Михал Колодзейчак

Начиная с 2021 года Гражданская платформа организовала ряд демонстраций, крупнейшими из которых стали «Марш 4 июня» и «Марш миллиона сердец», состоявшийся 1 октября 2023 года.

## После 2023 года
Гражданская платформа участвовала в парламентских выборах 2023 года в составе «Гражданская коалиции», вместе с партиями «Современная», «Польская инициатива», «Зелёные» и общественным движением «АГРОуния». На выборах коалиция получила второе место со 157 мандатами и заняла первое место на выборах в Сенат. Вместе с Польской коалицией и партиями «Польша 2050» и «Новые левые» Гражданская коалиция смогла сформировать новое правительство во главе с главой Гражданской платформы Дональдом Туском.

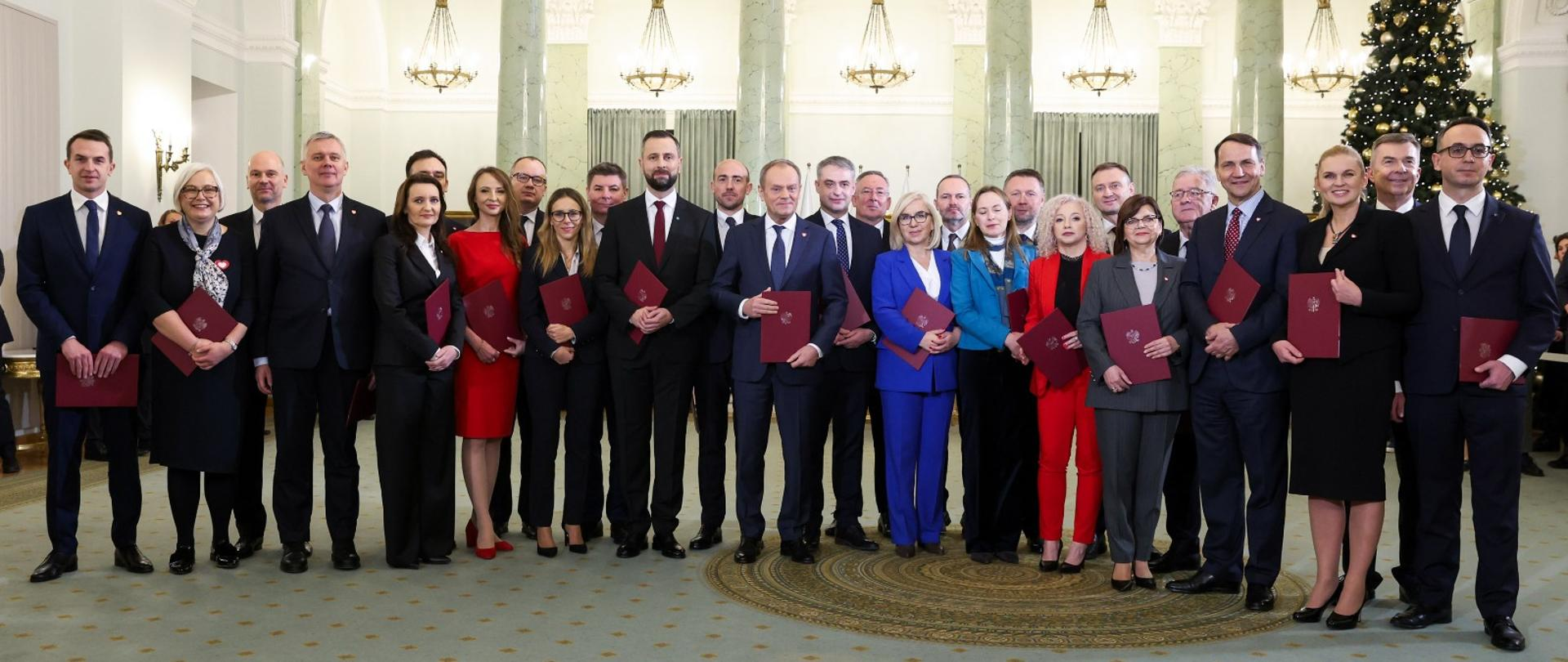
Третье правительство Дональда Туска

На местных выборах 2024 года партия участвовала вновь в составе Гражданской коалиции. Коалиция заняла второе место на выборах в Сеймики и совместно с союзниками смогла сформировать региональные правительства в девяти воеводствах. Партия также заняла второе место на выборах в Советы повятов и первое место на выборах в Советы гимн, получив при этом меньше мест чем Объединённые правые (коалиция), занявшие второе место. 34 члена Гражданской платформы стали главами городов.
Гражданская платформа получила первое место на выборах в Европейский парламент в 2024 году (в составе Гражданской коалиции). Эти выборы стали первыми общенациональными за последние десять лет, на которых партия одержала убедительную победу.

## Организационная структура
«Гражданская платформа» состоит из региональных организаций по одной на воеводство, региональные организации из поветовых организаций по одной на повет и город на правах повета, поветовые организации из кругов по одному на гмину, город, дельницу или оседле.
Высший орган — национальный конвент (Krajowa Konwencja), между конвенцией — национальный совет (Rada Krajowa), между его заседаниями — национальное правление (Zarząd Krajowy), высшее должностное лицо — председатель (Przewodniczący), высший контрольный орган — национальный арбитражный суд (Krajowy Sąd Koleżeński), высший ревизионный орган — национальная ревизионная комиссия (Krajowa Komisja Rewizyjna).
Высший орган региональной организации — съезд региона (zjazd regionu), между съездами региона — совет региона (rada regionu), исполнительный орган региональной организации — правление региона (zarząd regionu), высшее должностное лицо региональной организации — председатель региона (przewodniczący regionu), контрольный орган региональной организации — региональный арбитражный суд (regionalny sąd koleżeński), ревизионный орган региональной организации — региональная ревизионная комиссия (regionalna komisja rewizyjna).
Высший орган поветовой организации — съезд в повете (zjazd w powiecie), между съездами в повете — совет в повете (rada w powiecie), исполнительный орган поветовой организации — правление в повете (zarząd w powiecie), высшее должностное лицо — председатель в повете (przewodniczący w powiecie).
Высший орган круга — собрание членов круга (zebranie członków koła), между собраниями членов круга — правление круга (zarząd koła), высшее должностное лицо круга — председатель круга (przewodniczący koła).
Молодёжная организация — «Молодые демократы» (Młodzi Demokraci). Объединение «Молодые демократы» состят из региональных организаций по одной на воеводство, региональные организации из локальных кругов (Koła lokalne) по одному на повят или город на правах повята. Высший орган объединения «Молодые демократы» — съезд делегатов (Zjazd Delegatów), между съездами делегатов — национальный конвент (Konwent Krajowy), исполнительный орган — национальное правление (Zarząd Krajowy), высший контрольный орган — национальный арбитражный суд (Krajowy Sąd Koleżeński), высший ревизионный орган — национальная ревизионная комиссия (Krajowa Komisja Rewizyjna).
Высший орган региональной организации — региональный съезд (zjazd regionalny), между региональными съездами — региональный конвент (konwent regionalny), исполнительный орган — правление региона (zarząd regionu), контрольный орган региональной организации — региональный арбитражный суд (regionalny sąd koleżeński), ревизионный орган региональной организации — региональная ревизионная комиссии (regionalna komisja rewizyjna).
Высший орган локального круга — общее собрание членов (walne zebranie członków), исполнительный орган — правление круга (zarząd koła), ревизионный орган локального круга — ревизионная комиссия (komisja rewizyjna).

## Электоральная история

### Парламентские выборы
| Выборы | Лидер                                                  | Голосов   | %     | Мест в Сейме | Мест в Сенате | Статус    |
| ------ | ------------------------------------------------------ | --------- | ----- | ------------ | ------------- | --------- |
| 2001   | Мацей Плажиньский                                      | 1 651 099 | 12,68 | 65 из 460    | 2 из 100      | Оппозиция |
| 2005   | Дональд Туск                                           | 2 849 259 | 24,14 | 133 из 460   | 34 из 100     | Оппозиция |
| 2007   | Дональд Туск                                           | 6 701 010 | 41,51 | 209 из 460   | 60 из 100     | Коалиция  |
| 2011   | Дональд Туск                                           | 5 629 773 | 39,18 | 207 из 460   | 63 из 100     | Коалиция  |
| 2015   | Эва Копач                                              | 3 661 474 | 24,09 | 138 из 460   | 34 из 100     | Оппозиция |
| 2019   | Гжегож Схетына                                         | 3 589 053 | 19,43 | 102 из 460   | 34 из 100     | Оппозиция |
| 2019   | Как часть «Гражданской коалиции», получившей 134 места |           |       |              |               |           |
| 2023   | Дональд Туск                                           | 4 992 932 | 23,12 | 122 из 460   | 36 из 100     | Коалиция  |
| 2023   | Как часть «Гражданской коалиции», получившей 157 мест  |           |       |              |               |           |

### Европейские выборы
| Выборы | Лидер                                                 | Голосов   | %     | Мест     | Фракция |
| ------ | ----------------------------------------------------- | --------- | ----- | -------- | ------- |
| 2004   | Ежи Бузек                                             | 1 467 775 | 24,10 | 15 из 54 | EPP-ED  |
| 2009   | Данута Хюбнер                                         | 3 271 852 | 44,43 | 25 из 50 | EPP     |
| 2014   | Данута Хюбнер                                         | 2 271 215 | 33,93 | 19 из 51 | EPP     |
| 2019   | Гжегож Схетына                                        | 2 904 440 | 21,28 | 12 из 52 | EPP     |
| 2019   | Как часть «Европейской коалиции», получившей 22 места |           |       |          |         |
| 2024   | Мартин Кервиньский                                    | 3 535 260 | 30,06 | 17 из 53 | EPP     |
| 2024   | Как часть «Гражданской коалиции», получившей 21 место |           |       |          |         |

### Президентские выборы
| Выборы | Кандидат              | 1-й тур   | 1-й тур | 2-й тур    | 2-й тур | Результат |
| Выборы | Кандидат              | Голосов   | %       | Голосов    | %       | Результат |
| ------ | --------------------- | --------- | ------- | ---------- | ------- | --------- |
| 2005   | Дональд Туск          | 5 429 666 | 36,33   | 7 022 319  | 45,96   | Поражение |
| 2010   | Бронислав Коморовский | 6 981 319 | 41,54   | 8 933 887  | 53,01   | Победа    |
| 2015   | Бронислав Коморовский | 5 031 060 | 33,77   | 8 112 311  | 48,45   | Поражение |
| 2020   | Рафал Тшасковский     | 5 917 340 | 30,46   | 10 018 623 | 48,97   | Поражение |
| 2025   | Рафал Тшасковский     | 6 147 797 | 31,36   | 10 237 286 | 49,11   | Поражение |

## Лидеры партии
- Мацей Плажиньский (18 октября 2001 — 1 июня 2003)
- Дональд Туск (1 июня 2003 — 8 ноября 2014)
- Эва Копач (и. о., 8 ноября 2014 — 26 января 2016)
- Гжегож Схетына (26 января 2016 — 29 января 2020)
- Борис Будка[пол.] (29 января 2020 — 3 июля 2021)
- Дональд Туск (с 3 июля 2021)